# Почапинцы (Жмеринский район)
Почапинцы (укр. Почапинці) — село на Украине, находится в Жмеринском районе Винницкой области.
Код КОАТУУ — 0521084803. Население по переписи 2001 года составляет 837 человек. Почтовый индекс — 23112. Телефонный код — 4332.
Занимает площадь 2,4 км².

## Адрес местного совета
23112, Винницкая область, Жмеринский р-н, с. Почапинцы, ул. Садовая, 1